# Navalha de Hanlon

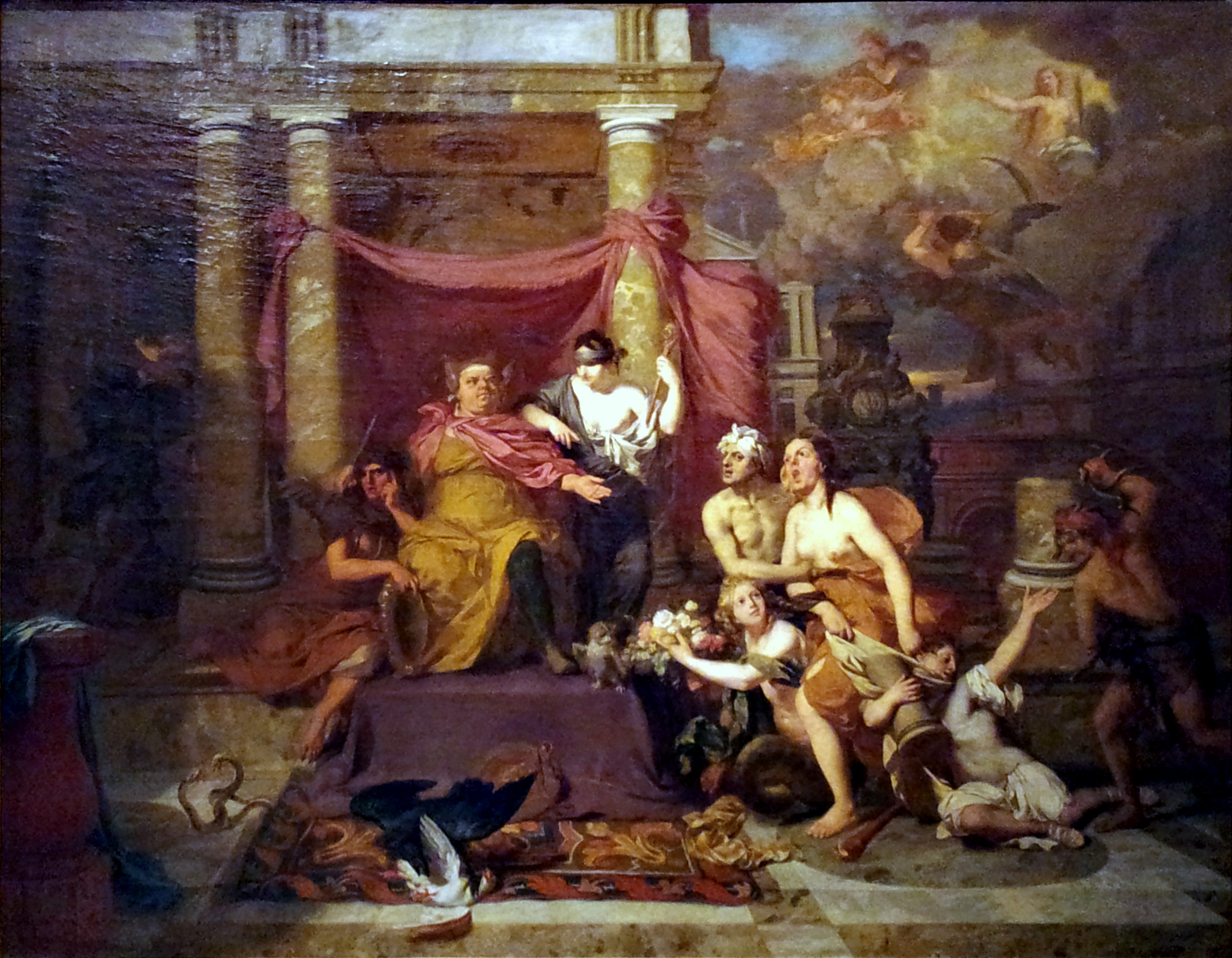
Gérard de Lairesse, The judgement of foolishness (ca 1685-'90), Museu das Belas Artes de Liège, Bélgica.

Navalha de Hanlon é uma lei epigramática ou frase epónima que diz:
Nunca atribua à malícia o que pode ser adequadamente explicado pela burrice.
A versão original em inglês em particular é atribuída a Robert J. Hanlon. Entrementes, versões anteriores parecidas são conhecidas.

## Origens e citações similares
A frase primeiramente apareceu através de Robert J. Hanlon de Scranton, Pensilvânia, segundo seu amigo Joseph Bigler, em relação a um livro de compilações de várias piadas relacionadas com a Lei de Murphy publicado em 1980 como Murphy's Law Book Two, More Reasons Why Things Go Wrong. O nome foi inspirado na Navalha de Occam.
Uma frase parecida aparece no conto de Robert A. Heinlein de 1941 "Logic of Empire" (Você atribuiu condições à vilania que podem ser simplesmente resultados da estupidez); isso foi percebido em 1996 (cinco anos antes de Bigler identificar a frase de Robert J. Hanlon) e foi primeiramente referenciado na versão 4.0.0 da Jargon File, com a especulação que a Navalha de Hanlon seria um plágio da "Navalha de Heinlein". A "Navalha de Heinlein" tem desde então sido definida em variações como Nunca atribua à malícia o que pode ser adequadamente explicado pela estupidez.
Outro epigrama similar (Nunca atribua à malícia o que está devidamente explicado pela incompetência) tem sido amplamente atribuída a Napoleão Bonaparte. Outra citação semelhante aparece em Os Sofrimentos do Jovem Werther (1774) de Goethe: …mal-entendidos e negligências criam mais confusão neste mundo do que a traição e a malícia, os dois últimos são certamente muito menos frequentes.